# Aterratge
L'aterratge és la fase final d'un vol, que es defineix com el procés que realitza una aeronau que culmina amb el contacte de l'aparell amb el terra, contacte que es va perdre al moment de l'enlairament per a efectuar el vol. És considerada una fase crítica dins de tot el conjunt del vol.